# 筒井櫻子
筒井 櫻子（つつい さくらこ、1960年4月10日 - ）は、エフロード（フルハウスグループ）所属のフリーアナウンサー。元フジテレビアナウンサー。

## 来歴・人物
東京都豊島区出身。学習院大学経済学部経営学科卒業後、1983年にフジテレビのアナウンサーとして入社。同期に牛尾奈緒美、牧原俊幸、松尾紀子がいる。『FNNモーニングコール』などでキャスターを担当。また、1986年10月から1988年3月まで、大阪の関西テレビ本社まで出向き『シュートinサタデー』の総合司会→『土曜大好き!830』の初代アシスタントを務めていた。1992年10月 - 1994年3月までパリ支局に駐在、1997年 - 2001年まで事業部で勤務した後、2001年にアナウンス室に復帰した。2006年、編成制作局編成部字幕放送担当に異動。
2012年7月31日付で退社。その後共同テレビジョンとマネージメント契約を結ぶが、同社がタレントマネージメント事業を廃止した事情もあり、現在の会社に移籍。2017年 - 2021年まで淑徳大学非常勤講師、2015年からフジテレビアナウンストレーニング講師、2019年から文教大学情報学部メディア表現学科非常勤講師。また朗読公演「ことばことばことば」を元フジテレビアナウンサー野間脩平、吉崎典子、阿部知代らとともに2014年から開催している。趣味は創作生け花・遺跡巡り・舞台鑑賞、スキー検定２級の資格を所持している。

## フジテレビアナウンサー時代の出演番組
報道・情報番組
| 期間           | 期間          | 番組名                                           | 役職                 | 担当日     |
| -------------- | ------------- | ------------------------------------------------ | -------------------- | ---------- |
| 1986年10月4日  | 1987年3月28日 | シュートinサタデー ※関西テレビ制作・フジテレビ系 | 司会                 | 土曜日     |
| 1987年4月4日   | 1988年3月26日 | 土曜大好き!830 ※関西テレビ制作・フジテレビ系     | 司会                 | 土曜日     |
| 1988年4月2日   | 1988年7月10日 | FNNスーパータイム                                | スポーツキャスター   | 休日       |
| 1989年4月3日   | 1989年9月29日 | FNNモーニングコール                              | 司会                 | 平日       |
| 1989年10月4日  | 1990年3月30日 | FNNモーニングコール                              | 司会                 | 水～金曜日 |
| 1990年4月2日   | 1992年9月30日 | 10時台の情報番組                                 | 『夕食ばんざい』司会 | 平日       |
| 1992年10月1日  | 1993年3月31日 | FNN World Uplink                                 | パリレポーター       | （交替制） |
| 1993年4月1日   | 1994年3月31日 | FNN おはよう!サンライズ                          | パリレポーター       | 平日       |
| 1995年4月9日   | 1996年3月31日 | 報道2001                                         | 司会                 | 日曜日     |
| 2001年10月29日 | 2002年5月31日 | 地元発信! 東京ジモティ                           | コーナーレポーター   | 平日       |

バラエティ番組・その他
| 期間       | 期間       | 番組名                     | 役職                              |
| ---------- | ---------- | -------------------------- | --------------------------------- |
| 1983年7月  | 1983年9月  | なるほど!ザ・ワールド      | 『筒井 さくら子』名義のリポーター |
| 1984年4月  | 1984年9月  | クイズ地球どんぶり!        | 海外リポーター                    |
| 1984年10月 | 1985年3月  | ザ!地球どんぶり            | 海外リポーター                    |
| 1985年4月  | 1988年9月  | なるほど!ザ・ワールド      | 国内リポーター                    |
| 1994年10月 | 1994年12月 | キンカン民謡セレクション   | 総合司会                          |
| 1995年1月  | 1995年9月  | キンカン民謡ふるさとめぐり | 総合司会                          |